# Арсен Карагеоргиевич
Князь Арсе́н (Арсе́ний Алекса́ндрович) Карагео́ргиевич (4 апреля 1859 — 19 октября 1938) — генерал-майор русской императорской армии, принц сербской династии Карагеоргиевичей.

## Биография
Православный. Сын сербского князя Александра Карагеоргиевича и княгини Персиды. Младший брат короля Петра I.
Воспитывался в парижском лицее Жирар. Служил в Иностранном легионе французской армии и участвовал в Тонкинской экспедиции.
По Высочайшему повелению, последовавшему 12 декабря 1886 года, зачислен на службу в Кавалергардский полк охотником рядового звания 30 декабря. 1 июля 1887 года произведен в унтер-офицеры, 1 октября того же года принял присягу на подданство Российской империи. Выдержав офицерский экзамен при 2-м военном Константиновском училище, 9 августа 1888 года произведен корнетом в тот же полк. В 1892 году был произведен в поручики, а 27 марта 1895 года уволен от службы по домашним обстоятельствам штабс-ротмистром.
С началом русско-японской войны, 13 февраля 1904 года определен в 1-й Нерчинский полк Забайкальского казачьего войска, есаулом. 7 марта переведен в 1-й Читинский полк того же войска. За боевые отличия был награжден двумя орденами и золотым оружием «за храбрость». 22 августа 1904 года произведен в войсковые старшины «за отличия в делах против японцев», 25 февраля 1906 года — в полковники «за отличие по службе». 13 мая 1906 года отчислен от полка с оставлением в списках этого полка.
С началом Первой мировой войны, 28 октября 1914 года назначен командующим 2-й бригадой 2-й кавалерийской дивизии. 6 декабря того же года произведен в генерал-майоры «за отличие по службе», с утверждением в должности. Удостоен ордена Св. Георгия 4-й степени
За то, что 13 и 14 марта 1915 года, в бою у д. Шафранки, будучи начальником левого боевого участка и обороняя позиции севернее д. Шафранки, подвергая свою жизнь явной опасности, отбил неоднократные, упорные атаки превосходных сил противника и, когда во время последней атаки германцам удалось овладеть частью наших окопов, с потерей которых пришлось бы очистить всю нашу позицию, выбил из них германцев, укрепил занятое положение и сам перешел в наступление, дойдя до д. Тартак.
6 октября 1915 года отчислен от должности за болезнью, с назначением в резерв чинов при штабе Петроградского военного округа. 2 декабря 1915 года переведен в резерв чинов при штабе Киевского военного округа, 8 апреля 1916 года — вновь в резерв чинов при штабе Петроградского военного округа.
После революции арестовывался большевиками, затем эмигрировал во Францию. Скончался в 1938 году в Париже.

## Семья
С 21 апреля 1892 года был женат на Авроре Павловне Демидовой. Их сыновья:
- Павел (1893—1976), регент при короле Петре II в 1934—1941 годах.
- Николай (1895—1933), жил в Париже, скончался в результате тяжелой травмы головы, полученной в автомобильной аварии.

Брак был расторгнут 10 декабря 1896 года.

## Награды
- Орден Святого Владимира 4-й ст. с мечами и бантом (ВП 10.06.1905)
- Орден Святого Станислава 2-й ст. с мечами (ВП 22.09.1905)
- Золотое оружие «За храбрость» (ВП 10.05.1906)
- Орден Святого Георгия 4-й ст. (ВП 29.05.1915)